# تازیان پایین
تازیان پایین، شهری در بخش مرکزی شهرستان بندرعباس در استان هرمزگان ایران است.
این روستا در تاریخ ۲۹ مهر ۱۳۹۱ به شهر ارتقا یافت.

## جمعیت
بر پایه سرشماری عمومی نفوس و مسکن در سال ۱۳۹۵، جمعیت شهر تازیان پایین برابر با ۴٬۲۶۳ نفر (۱٬۲۰۶ خانوار) بوده است.